# Angustia (pel·lícula de 1948)
Angustia és una pel·lícula dramàtica espanyola dirigida en 1948 per José Antonio Nieves Conde, amb guió d'aquest director i Antonio Pérez Sánchez i Ricardo Toledo, i amb música de Jesús Guridi. Es tracta d'una pel·lícula fortament influenciada pel cinema negre estatunidenc on la narració es mou entre la nit i el dia.

## Argument
Un matrimoni format per Elena i Marcos viuen a una casa d'hostes, i degut a les dificultats econòmiques han d'allotjar amb ells la Senyora Jarque. Les constants humiliacions que fa aquesta a Marcos provoquen que tingui fantasies de com matar-la. Tanmateix, un dia apareix morta.

## Repartiment
- Amparo Rivelles - Elena
- Adriano Rimoldi - Marcos
- Rafael Bardem - Inspector
- Julia Caba Alba - Lula
- María Francés - Senyora Jarque
- Milagros Leal - Olivia
- Carmen de Lucio - Isabel
- Fernando Nogueras - Canel
- José María Rodero - Andrés
- Aníbal Vela - Sr. Martí
- Ángel Álvarez

## Premis
Va guanyar la medalla del Cercle d'Escriptors Cinematogràfics de 1948 a la millor fotografia per José Fernández Aguayo